# Джуелз Сантана
ЛаРон Луїс Джеймс (англ. LaRon Luis James; нар. 18 лютого 1982, Гарлем, Нью-Йорк, США) більш відомий як Джуелз Сантана (англ. Juelz Santana) — американський репер, продюсер, актор і учасник гурту The Diplomats. Популярність отримав після участі у створенні синглів Cam'ron'а «Oh Boy» та «Hey Ma». У 2003 році вийшов його дебютний альбом From Me to U, випущений через Def Jam Recordings. Наступний альбом What the Game's Been Missing! піднявся на вершини хіт-парадів, як і сингл «There It Go (The Whistle Song)». У грудні 2018 року Сантану засудили до 27 місяців в'язниці за носіння неприхованої зброї в сумці в аеропорту. Він був достроково звільнений з в'язниці 5 серпня 2020 року, відбувши 19 з 27 місяців ув'язнення.

## Біографія
ЛаРон Луїс Джеймс народився в Гарлемі (Нью-Йорк) в сім'ї афроамериканки та домініканця. Читати реп почав у віці 5 років. У 1998 році через свого кузена Тобі познайомився з репером Cam'ron, а у 2000 році взяв участь в його альбомі S.D.E., а також приєднався до гурту The Diplomats.
У березні 2003 року The Diplomats випустил свій дебютний альбом Diplomatic Immunity. Згодом у тому ж році Сантана випустив свій дебютний альбом From Me to U, сингл «Dipset (Santana's Town)» з нього, досяг 70 позиції в чарті Hot R&B/Hip-Hop Songs. У 2004 році вийшов другий альбом гурту Diplomats Diplomatic Immunity 2. Другий альбом, What the Game's Been Missing!, вийшов у 2005, пісні «There It Go (The Whistle Song)», «Oh Yes» і «Clockwork» були випущені також синглами. «There It Go» досягла 6 позиції в чарті Billboard Hot 100 і 3 в Hot Rap Tracks chart. «Oh Yes» досягла 56 позиції в Hot 100 і 8 в Hot Rap Tracks chart. Обидва ці альбоми, а також сингл «There It Go» отримали золотий статус від RIAA.
У 2006 Сантана почав роботу над спільним альбомом з Lil Wayne — I Can't Feel My Face. Mick Boogie, діджей з Огайо, наприкінці серпня 2006 року випустив платівку Blow, яка містила 12 треків із записуючих сесій. Запис та випуск знову були відкладені влітку 2007 року. В інтерв'ю нью-йоркській радіостанції Hot 97 Сантана сказав, що у затримці виходу альбому винен Cam'ron. Також Джуелз заявив, що Cam'ron блокував проекти на спільну роботу з іншими артистами. Журнал XXL опублікував у лютому 2009 інтерв'ю із Сантаною з приводу чергової затримки виходу, а також про його новий сольний альбом. Сантана взяв участь в альбомі Lil' Wayne Tha Carter III, з'явившись разом із репером Fabolous у треку під номером 15 — «You Ain't Got Nuthin».
У березні 2008 Сантана був затриманий у Тінеку (Нью-Джерсі) за керування автомобілем без ліцензії. Після обшуку в його Бентлі було знайдено марихуану, кулі, а також 19 500 доларів, загорнутих у цукеркові обгортки.
З 2007 року Сантана записує матеріал для свого третього альбому, Born to Lose, Built to Win. За цей час були випущені сингли «The Second Coming» і «Days of Our Lives». Наприкінці 2009 року вийшов «Mixin' Up the Medicine», перший сингл з нового альбому. У 2010 — другий — «Back to the Crib» (за участю Кріса Брауна).
2019 року Сантана отримав 27-місячний тюремний термін за незаконне володіння зброєю. Після року ув'язнення, 3 березня 2020 року, у нього виходить новий проект «#FreeSantana». У нього увійшло 10 треків за участю таких артистів як Dave East, Jim Jones, Lil Wayne, 2 Chainz, A Boogie wit da Hoodie та інших. В альбомі репер обговорює теми свого ув'язнення, поліцейського свавілля, згадує своє минуле, залежність від наркотиків, сім'ю та багато іншого.

## Дискографія
Студійні альбоми
- From Me to U (2003)
- What the Game's Been Missing! (2005)

## Фільмографія
- Державна власність 2 (2005)
- Сезон убивць (2006)
- Love & Hip Hop: New York (2016—2019)